# Ik hou van mij
Ik hou van mij is een lied van de Nederlandse zanger Harrie Jekkers. Het stond in 1997 op het album Mijn ikken. In 2020 werd het door de zangeres Tabitha succesvol gecoverd.

## Achtergrond
Ik hou van mij is geschreven door Harrie Jekkers en Koos Meinderts. Het is een lied uit het genre kleinkunst. Het is een lied dat gaat over het houden van jezelf. Het lied was onderdeel van de theathershow Het geheim van de lachende piccolo. Door de betekenis van het nummer wordt het dikwijls gebruikt bij therapieën over zelfliefde. In 2017 bracht Jekkers het lied ten gehore bij een aflevering van De Wereld Draait Door, nadat er bekend was gemaakt dat Jekkers met Kleine Orkest een comebacktournee zou gaan doen. Dit zorgde voor een hernieuwde interesse in het oeuvre van de zanger.

## Versie van Tabitha
In 2020 zong de zangeres Tabitha het lied bij een aflevering van televisieprogramma Beste Zangers het lied in de vorm van een ballad. De zangeres zong het nummer voor Sanne Hans, die het nummer zelf had leveren kennen toen zij bij een psychiater liep en het nummer later veel heeft geluisterd in een periode dat ze zichzelf opnieuw leerde kennen. Hierop volgende vele positieve reactie en de zangeres bracht het lied uit als single. Het lied werd vervolgens een kleine hit voor de zangeres.

### Hitnoteringen (Tabitha)
De versie van Tabitha had succes in de Nederlandse hitlijsten. Het piekte op de 37e plaats van de Single Top 100 en stond acht weken in deze hitlijst. De Top 40 werd niet bereikt; het lied bleef steken op de twaalfde plaats van de Tipparade. 